# PAN (アルバム)
『PAN』（パン）は、THE BLUE HEARTSの通算8枚目となるオリジナル・アルバムである。

## 概要
バンド最後のオリジナル・アルバムであり、ビートルズの『ホワイト・アルバム』を参考にメンバー各自が別々で、それぞれの友人とともにレコーディングを行ったアルバム（甲本の楽曲は全て「ヒューストンズ」のもの）。サポートメンバーの白井幹夫とのちにTHE HIGH-LOWSのメンバーとなる大島賢治は2人の楽曲に携わっている（真島と梶原）。甲本いわく「レコード会社との契約が残っていたため、仕方なく作った」という。初回生産盤は紙のアナログ仕様ジャケットとなっている。
アルバムタイトルは、梶原がレコーディングの際に使用したスティールパン（鍋）というパーカッション楽器から。レコーディングスタジオに並ぶ様々なパンを見た甲本が、その光景が面白く圧倒されてタイトルに決めたという。
このアルバムの曲順は、元々は4人の楽曲を多少前後はあるにしても、交互に収録する予定だったが、河口の意向により河口の楽曲のみ最後にまとめて収録されている。内訳は、甲本3曲、真島3曲、梶原3曲（内共作1曲）、河口4曲。甲本と梶原のみ参加したFM STATIONのインタビューにて甲本は、「これ（河口の楽曲のみが後半にまとめて収録されていること）はね、本人がここにいないから言うけどね、これは河ちゃんのわがまま（笑）」と語っている。しかし、河口の楽曲は全て宅録（作詞・作曲、ボーカル、ギター、ベースをすべて河口が担当）であり、しかも水澤有一（幸福の科学の会員でもあるシンセサイザーアーティスト）と2人で完成させたため制作費が格安で済み、金子飛鳥のフルオーケストラを呼んだ真島の莫大な赤字を全て吸収できたため、誰も河口に文句が言えなかった、という。
アルバムが制作されたのは河口の幸福の科学への傾倒が著しかった時期であり、その影響が楽曲にも現れている。ただし他のメンバーはその影響を好ましいものとは思っていなかったようで、上記のインタビューで甲本は、河口と明言はしていないが「これ、ブルーハーツとして出していいと思ってんの?アンタはいいかもしれないけど他の3人は認められねえなあ、みたいなこともあって作り直したのもある」と述べ、梶原は「ま、最後が『ありがとさん』で良かったかな、と（笑）」と述べている。これに対して河口は、雑誌に寄せたメッセージで「個人的には、甲本ヒロトの楽曲（「ヒューストン・ブルース」の、天国や神を否定する歌詞を指す）は、彼の宗教的無知を晒すものであり、ファンの皆さんに申し訳ない」と甲本を批判している。
2010年2月24日に、25周年企画の一環で、デジタルリマスターを施して再発された。

## 収録曲
| 全編曲: THE BLUE HEARTS。 |                                                      |                                         |       |
| #                         | タイトル                                             | 作詞・作曲                              | 時間  |
| 1.                        | 「ドラマーズ・セッション」                           | - 梶原徹也（作詞） - 新井田耕造（作曲） | 6:47  |
| 2.                        | 「ヒューストン・ブルース（月面の狼）」               | 甲本ヒロト                              | 5:28  |
| 3.                        | 「もどっておくれよ」(ストリングスアレンジ: 金子飛鳥) | 真島昌利                                | 4:36  |
| 4.                        | 「ボインキラー」                                     | 甲本ヒロト                              | 5:33  |
| 5.                        | 「花になったかまきり」                               | 梶原徹也                                | 5:58  |
| 6.                        | 「バイ バイ Baby」                                   | 真島昌利                                | 4:39  |
| 7.                        | 「歩く花」                                           | 甲本ヒロト                              | 4:37  |
| 8.                        | 「休日」                                             | 真島昌利                                | 3:57  |
| 9.                        | 「トバゴの夢（キチナーに捧げる）」                   | 梶原徹也                                | 7:19  |
| 10.                       | 「幸福の生産者」                                     | 河口純之助                              | 4:08  |
| 11.                       | 「Good Friend（愛の味方）」                          | 河口純之助                              | 5:33  |
| 12.                       | 「ひとときの夢」                                     | 河口純之助                              | 4:11  |
| 13.                       | 「ありがとさん」                                     | 河口純之助                              | 1:29  |
| 合計時間:                 | 合計時間:                                            | 合計時間:                               | 64:15 |

### 楽曲解説
1. 「ドラマーズ・セッション」
この曲で初めて梶原が作曲を務める。（元RCサクセションの新井田と共作）
ブルーハーツ活動休止中に、梶原が参加していたドラマーズのメンバー（新井田をはじめ、当時JUN SKY WALKER(S)の小林雅之、KING BEESの鈴木俊之）と、ブルーハーツのディレクターを務め、この後ザ・ハイロウズに加入する大島賢治らドラマーばかり5人で演奏している。
2. 「ヒューストン・ブルース（月面の狼）」
サウンドには打ち込みを積極的に用いている。ブルーハーツ名義で発売している曲にもかかわらず曲中に「We are THE HOUSTONS」というスキャットが入っている。
3. 「もどっておくれよ」
ストリングスアレンジは金子飛鳥。金子は真島のソロ作品でヴァイオリンを担当したり（「アンダルシアに憧れて」、「オーロラの夜」等）、「1001のバイオリン」のアレンジを担当するなど真島と親交が深い。
4. 「ボインキラー」
曲中の各地のボインキラーとは、ヒューストンズの各メンバーの事である。「東京」がドラムの松本照夫、「大阪」がベースの藤井裕、「岡山」が甲本、「宮崎」が三宅伸治で、各メンバーの出身地または縁の深い土地である。ヒューストンズのライブでは、甲本が「ボインが好きか〜?」などと言ってから演奏していた。
5. 「花になったかまきり」
この曲で初めて梶原が作詞・ボーカルを務める。梶原が自分で歌ったほうがいいか悩み、ボーカル入り/無し・両方録音したものを甲本宅の郵便受けに入れ、「どっちがいいかな」と相談したところ「絶対歌ったほうがいいので歌入りでトラックダウンしてください」と甲本に言われ決意したという。後にこの曲は、梶原がプロデューサーを務めるサルサ・ガムテープのレパートリーとなる。
6. 「バイ バイ Baby」
7. 「歩く花」
友人である当時DEEP&BITESのベーシスト松崎太の結婚式で歌うために作ったという。松崎の妻は花をコーディネートする仕事をしていた。
8. 「休日」
吉祥寺曼荼羅Ⅱでソロライブを行った時、1曲目に演奏された。
9. 「トバゴの夢（キチナーに捧げる）」
「花になったかまきり」同様、梶原がボーカルを務める。
タイトルの「トバゴ」とはトリニダード・トバゴ共和国のトバゴ島。「キチナー」とはカリプソの父と呼ばれたロード・キチナーのこと。
10. 「幸福の生産者」
11. 「Good Friend（愛の味方）」
12. 「ひとときの夢」
13. 「ありがとさん」
河口のギター弾き語りで、感謝の言葉をつづっている。

## 参加ミュージシャン
THE BLUE HEARTS
- 甲本ヒロト - ボーカル
- 真島昌利 - ギター
- 河口純之助 - ベース、弾き語り（#13）
- 梶原徹也 - ドラム、ボーカル（#5,#9）